# Aki (Hiroshima)
Aki (安芸町 Aki-chō, deutsch ‚Stadt Aki‘, englisch Aki Town/Town of Aki) war von 1956 bis 1974 eine Stadt im Landkreis Aki der japanischen Präfektur Hiroshima. Sie lag hauptsächlich im Tal des Fuchū-Ōkawa („großer Fuchū-Fluss“), der im Südwesten in einen Nebenarm des Ōta-Flussdeltas mündet; im Nordosten entspringt der Ogawara-gawa, der über den Misasa in den Ōta fließt.
Bei der Einrichtung der modernen Gemeinden 1889 entstanden hier das Dorf Nukushina (温品村) im Kreis Aki und das Dorf Fukuki (福木村) im Kreis Takamiya. 1898 wurden die Kreise Takamiya und Numata zum Kreis Asa zusammengelegt. In der Großen Shōwa-Gebietsreform fusionierten die Dörfer Nukishina und Fukuki 1956 zur neuen Stadt Aki im Kreis Aki. 1974 wurde Aki in die kreisfreie Stadt Hiroshima eingemeindet und dort 1980 Teil des Bezirks Higashi („Ost“). Das ehemalige Stadtgebiet von Aki entspricht weitgehend den Stadtteilen Nukushina (温品; samt Nukushina-chō, Kami-Nukushina), Umaki (馬木; samt Umaki-chō) und Fukuda (福田; samt Fukuda-chō), diese wiederum den drei vormodernen Dörfern vor 1889.